# Euploea fabricia
Euploea fabricia är en fjärilsart som beskrevs av Hans Fruhstorfer 1910. Euploea fabricia ingår i släktet Euploea och familjen praktfjärilar. Inga underarter finns listade i Catalogue of Life.